# Lilahomlokú tündérkolibri
A lilahomlokú tündérkolibri (Heliothryx barroti) a madarak (Aves) osztályának a sarlósfecske-alakúak (Apodiformes) rendjébe, ezen belül a kolibrifélék (Trochilidae) családjába tartozó faj.

## Rendszerezése
A fajt Jules Bourcier francia ornitológus írta le 1843-ban, a Trochilus nembe Trochilus barroti néven.

## Előfordulása
Mexikó, Belize, Costa Rica, Guatemala, Honduras, Nicaragua, Panama, Ecuador és Kolumbia területén honos. Természetes élőhelyei a szubtrópusi és trópusi síkvidéki esőerdők, valamint másodlagos erdők.

## Megjelenése
Testhossza 13 centiméter, testtömege 5-7 gramm. Tollazata felül zöld, alul fehér. A hím homlokán lila folt van.

## Természetvédelmi helyzete
Az elterjedési területe nagyon nagy, egyedszáma ugyan csökken, de még nem éri el a kritikus szintet. A Természetvédelmi Világszövetség Vörös listáján nem fenyegetett fajként szerepel.